# باب‌اسفنجی شلوارمکعبی:سوپر اسفنج
باب‌اسفنجی شلوارمکعبی:سوپر اسفنج (به انگلیسی: SpongeBob SquarePants: SuperSponge) یک بازی ویدئویی دو بعدی است که بر اساس کارتونی به همین نام توسط شرکت استودیویی توسعه کلیماکس طراحی و توسط تی‌اچ‌کیو و در سال ۲۰۰۱ عرضه شد. بازی باب‌اسفنجی شلوارمکعبی:سوپر اسفنج برای پلی‌استیشن و گیم بوی ادونس در دسترس است.